# Energie Cottbus
Energie Cottbus er en tysk fodboldklub, der tidligere, ad flere omgange har spillet i 1 Bundesliga. Nu frister klubben en kummerlig tilværelse Regionalliga Nordost. Klubben er fra Cottbus i Østtyskland og debuterede i Bundesligaen i 2000, hvor den flere gange har været at finde siden.

## Historie
Klubben blev grundlagt i 1963, men vælger selv at sige 1966 pga. navnet. I den østtyske liga spillede klubben syv sæsoner i den bedste række og kvalificerede sig en enkelt gang til Toto Cup'en. Efter den tyske genforening skiftede den navn fra BSG Energie Cottbus til FC Energie Cottbus.
I det nye ligasystem begyndte klubben i fjerdebedste række. Først i 1997 rykkede den op i 2. Bundesliga, men allerede tre år senere var klubben at finde i Bundesligaen. Her forblev den i tre sæsoner, inden det i 2003 var retur til 2. Bundesliga. Inden da udmærkede klubben sig ved at kvalificere til finalen i den tyske pokalturnering, hvor holdet den 14. juni, 1997 tabte med 0-2 til VfB Stuttgart. 
Siden har klubben flere gange skiftet mellem ligaerne.

Klubben var i øvrigt den første tyske klub der ikke havde en eneste tysker i startopstillingen til en bundesligakamp.

## Resultater

### Titler
Tysk pokalturnering
- Sølv (1): 1997

## Kendte spillere
- Vasile Miriuţă
- Vragel da Silva

## Danske spillere
- Dennis Sørensen